# (1656) Suomi
(1656) Suomi – planetoida z grupy przecinających orbitę Marsa okrążająca Słońce w ciągu 2 lat i 210 dni w średniej odległości 1,88 au. Została odkryta 11 marca 1942 roku w Obserwatorium Iso-Heikkilä w Turku przez Yrjö Väisälä. Nazwa planetoidy pochodzi od „Suomi”, fińskiej nazwy Finlandii. Przed nadaniem nazwy planetoida nosiła oznaczenie tymczasowe (1656) 1942 EC.